# أمعائية نهرية
أمعائية نهرية (الاسم العلمي: Enterobacter amnigenus) هي نوع من البكتيريا يتبع جنس الأمعائية من الفصيلة الأمعائيات.